# COVID fatigue
COVID fatigue (COVID-træthed, Coronatræthed) 
er følelsen af træthed eller udmatning i forbindelse med de forsigtighedsforanstaltninger der iværksættes over for sygdommen COVID-19 under Coronaviruspandemien i 2019-2020.
Angst eller bekymring fra truslen om at miste økonomisk sikkerhed og eventuelt at få sygdommen spiller begge en rolle i denne type træthedsfølelse.
COVID-træthed har fået folk til ikke at følge myndighedernes retningslinjer eller til at udvikle en mere afslappet holdning, hvilket kan øge deres risiko for selv at få virussen og for at bringe den videre.
Mange mennesker er trætte af nedlukning, lockdown, og ikke at have sædvanlige rutiner.
Højere brug af alkohol og stoffer kan også bidrage til følelsen af træthed.
Da nedlukning blev ophævet i dele af verden, begyndte mange mennesker at ignorere påbud og henstillinger om at blive hjemme. Folk gik til barer og restauranter og medvirkede derved til at sygdommen kunne sprede sig hurtigere.
Motion, samtale og mindre forbrug af medier er måder at modvirke følelsen af træthed.